# Syzygie (Mathematik)
Eine Syzygie (von altgriechisch συζυγία syzygía, deutsch ‚Zweigespann‘) ist ein Objekt aus dem mathematischen Gebiet der Algebra. Wenn {\displaystyle s=(s_{1},\dots ,s_{n})} und {\displaystyle g=(g_{1},\dots ,g_{n})} zwei {\displaystyle n}-Tupel von Polynomen sind, heißt {\displaystyle s} Syzygie von {\displaystyle g}, wenn {\displaystyle s_{1}g_{1}+\dots +s_{n}g_{n}=0} ist. Eine Syzygie beschreibt also, wie sich eine Menge von Polynomen zu Null „zusammenfügen“ lässt. So ist z. B. {\displaystyle (y,-x)} eine Syzygie von {\displaystyle (xz,yz)}.
Ein grundlegender Satz über Syzygien wurde 1890 von David Hilbert bewiesen (Hilbertscher Syzygiensatz). Heute werden Syzygien von Computeralgebrasystemen verwendet, um polynomiale Gleichungssysteme mit mehreren Unbekannten zu bearbeiten.